# Deildegasten
Der Deildegasten (norwegisch für Grenzgeist) ist ein 8 km langer Gebirgskamm im antarktischen Königin-Maud-Land. Er ragt unmittelbar südlich des Deildedalen in der Östlichen Petermannkette des Wohlthatmassivs auf.
Entdeckt und kartiert wurde er bei der Deutschen Antarktischen Expedition 1938/39 unter der Leitung des Polarforschers Alfred Ritscher. Teilnehmer der Dritten Norwegischen Antarktisexpedition (1956–1960) nahmen anhand eigener Vermessungen und mithilfe von Luftaufnahmen eine neuerliche Kartierung vor und gaben der Formation ihren Namen. Benennungshintergrund ist ein Geist aus der norwegischen Sagenwelt, der durch Verlegung von Grenzsteinen die Aufteilung von Grundbesitz unrechtmäßig ändert.